# Риера, Фернандо
Ферна́ндо Рие́ра Бауса́ (исп. Fernando Riera Bauzá; 27 июня 1920, Сантьяго — 23 сентября 2010, Сантьяго) — чилийский футболист, игравший на позиции центрального нападающего и левого вингера, впоследствии тренер. Первый чилийский футболист, выступавший за европейский футбольный клуб.

## Карьера

### Игровая карьера
Фернандо Риера начал свою карьеру в клубе «Унион Эспаньола», затем выступал за «Универсидад Католика», в котором добился самых больших успехов в карьере футболиста, с клубом он выиграл чемпионат Чили в 1949 году, первый чемпионский титул «Универсидада» в истории клуба. В 1950-м году Риера покинул Южную Америку и уехал во Францию, чтобы выступать за клуб «Реймс», став первым чилийским футболистом, выступавшим в Европе. Затем Риера вернулся в Южную Америку, где выступал за венесуэльский клуб «Васко де Каракас», а завершил карьеру Риера во французском же «Руане».

### Сборная Чили
В национальной сборной Чили Риера участвовал в 3-х Чемпионатах Южной Америки, в 1942, где чилийцы заняли предпоследнее шестое место, в 1947, в котором сборная Чили была четвёртой, а Риера забил два мяча в турнире и в 1949, там Чили была пятой, а Риера отметился забитым мячом. Участвовал Риера и на чемпионате мира в 1950 году, где Чили вылетела на стадии группового турнира. Всего за национальную команду он провёл 18 матчей и забил 5 голов.

### Тренерская карьера
Категорию тренера Риера получил во Франции, а первой командой Риеры стал клуб «Белененсеш». Также Риера работал в португальских, французских, мексиканских, аргентинских, испанских и уругвайских командах.
Риера был тренером сборной мира, которая 23 октября 1963 г. в Лондоне на «Уэмбли» встретилась со сборной Англии в «матче века» по случаю 100-летия организованного британского футбола. Риера пригласил в состав сборной мира Льва Яшина, который отстоял первый тайм «сухим». Хотя, после замены Яшина, во 2-м тайме англичане забили 2 гола (оба — Гривз) и выиграли 2:1.

## Достижения
- Чемпион Португалии: 1963, 1967
- Обладатель Кубка Чили: 1977, 1984